# Hermitage Plaza
Hermitage Plaza is de naam van het Franse bouwproject van twee 323 meter hoge tweelingtorens in het zakendistrict La Défense in de gemeente Courbevoie, departement Hauts-de-Seine. De bouw zal rond 2024 eindigen. Bij voleindiging zullen de torens het hoogste gebouw van de Europese Unie worden.
In 2008 besloten de oorspronkelijk voor het project aangezochte architect Jacques Ferrier en de Russische vastgoedgroep Hermitage Immobilier vanwege een meningsverschil hun samenwerking stop te zetten. Het project werd vervolgens toevertrouwd aan de Britse architect Norman Foster (laureaat Pritzker Prize in 1999 en architect van De Augurk in Londen), die de aangegpaste plannen op 11 maart 2009 voorstelde op MIPIM (internationale markt voor vastgoed professionals) in Cannes. Op 8 maart 2012, tijdens de MIPIM, kondigt de CEO van de Hermitage-groep het verkrijgen van de bouwvergunning aan. De voltooiing van de werken is nu voorzien voor 2024.
De architect heeft er bewust voor gekozen om het Parijse symbool par excellence, de Eiffeltoren, niet te overschrijden door torens te bouwen in hoogte beperkt tot 320 meter, tegen de hoogte van de Eiffeltoren van 324 meter, hoogte sinds in 2005 de antenne voor DVB-T werden geplaatst.
In het bouwwerk is ruimte voor 170.000 m² woonruimte, 40.000 m² kantoorruimte, een vijf-sterren-hotel met 201 kamers op 40.000 m², 30.000 m² commerciële zones, twee auditoria, een concertzaal met 1.300 plaatsen, een kunstgalerij, twee spa-centra met zwembaden